# Honhoué
Honhoué est un arrondissement du Bénin comprise dans la commune de Houéyogbé, située dans le département de Mono.

## Géographie

### Administration
Sur les 80 villages et quartiers de ville que compte la commune de Houéyogbé, l'arrondissement de Honhoué groupe 07 villages que sont :
1. Aglè
2. Akloh
3. Dévèdji
4. Gavè
5. Gnitonou
6. kpétou-Gbadji
7. Togbonou

## Histoire
L'arrondissement de Honhoué est une subdivision administrative béninoise. Dans le cadre de la décentralisation au Bénin, Il devient officiellement un arrondissement de la commune de Houéyogbé le 27 mai 2013 après la délibération et adoption par l'Assemblée nationale du Bénin en sa séance du 15 février 2013 de la loi N° 2013-O5 du 15/02/2013 portant création, organisation, attributions et fonctionnement des unités administratives locales en République du Bénin.

## Population et société

### Démographie
Selon le recensement de la population de 2013 conduit par l'Institut national de la statistique et de l'analyse économique (INSAE), Honhoué compte 1645 ménages avec 7682.
| Indicateur           | 2013 |
| -------------------- | ---- |
| Nombre de ménages    | 1645 |
| Population masculine | 3908 |
| Population féminine  | 5463 |
| Population totale    | 7682 |

La ville est jumelée avec Échirolles en France. 